# Антуан де Жюссьє
Антуан де Жюссьє (фр. Antoine de Jussieu, 6 липня 1686, Ліон, Франція – 22 квітня 1758, Париж, Франція) – французький ботанік.
Брат Крістофа, Бернара та Жозефа.
Був учнем Турнефора в Університеті Монпельє.
З братом Бернаром провів наукові експедиції по Іспанії, Португалії та Південній Франції.
Повернувся у Париж у 1708 році та очолив після смерті Турнефора кафедру ботаніки при Королівському ботанічному саду.
Опублікував розширене видання праці Турнефора «Institutiones rei herbrariae» (1719, 3 т., (фр.)) та працю Жака Баррельє «Plantae per Galliam, Hispaniam, et Italiam observatae, etc.» (1714, (лат.)).